# Zygmunt Hyży
Zygmunt Hyży (ur. 1911 w Łodzi, zm. 1983) – polski malarz, związany z Łodzią, przedstawiciel koloryzmu (kapizmu), od 1950 roku członek Związku Polskich Artystów Plastyków.

## Życiorys
Zygmunt Hyży urodził się i wychował w Łodzi. Już w dzieciństwie interesował się sztuką; w wieku 12 lat namalował kopię „Olszynki Grochowskiej”, którą sprzedał na Bałuckim Rynku. Naukę malarstwa i rysunku rozpoczął w 1932 roku (dzięki niewielkiemu stypendium wyasygnowanemu przez firmę, w której był ówcześnie zatrudniony) i pobierał do 1936 roku w pracowni Wacława Dobrowolskiego – Szkoła Rysunku, Malarstwa, Rzeźby i Przemysłu Artystycznego im. Cypriana Kamila Norwida. Ośrodek ten charakteryzował się konserwatywnym sposobem edukacji kładąc duży nacisk na umiejętność rysunku, obserwacji i odtwarzania rzeczywistości bez narzucania jednak jakiegokolwiek stylu i poglądów artystycznych. Po 1936 roku do wybuchu II wojny światowej Hyży związany był z pracownią Maurycego Trębacza, malarza i grafika starej daty (ur. 1861) specjalizującego się w tematyce rodzajowej i portretach, jednego z wykładowców Szkoły Rysunku Dobrowolskiego.
W latach trzydziestych Zygmunt Hyży przeprowadził się z rodzinnego Żubardzia do Małych Łagiewnik – wówczas satelickiej w stosunku do Łodzi osady dołączonej do miasta po II wojnie. Rustykalne otoczenie sprzyjało tworzeniu pejzaży – ulubionej, jak się wydaje, formy Hyżego. Wybuch wojny przyniósł oczywisty zastój w twórczości malarskiej. Hyży trafił do obozu jenieckiego w Niemczech. „Z rzadka malowane studia ułatwiały mu przetrwać okupację, a raz nawet – jak sam wspominał – swoim zdolnościom malarskim zawdzięczał ocalenie życia”. Po wojnie Zygmunt Hyży rozwinął swoją twórczość pejzażową utrwalając pobliskie krajobrazy Arturówka, Julianowa (dziś części Łodzi), Pabianic, Sieradza, Uniejowa, Działoszyna, Ręczna, Łowicza, a także Ciechocinka czy Szklarskiej Poręby.
Od 1950 roku Hyży stał się członkiem Związku Polskich Artystów Plastyków. Około 1960 roku rozpoczął niemal piętnastoletnią współpracę z Pracownią Sztuk Plastycznych. W ramach tej twórczości Zygmunt Hyży zaprojektował na potrzeby Łodzi i Pabianic szereg reklam samochodowych i ściennych. Także wcześniej, w latach trzydziestych i pięćdziesiątych, malarz wykonywał polichromię w budowlach sakralnych. Jedną z ostatnich tego typu prac jest fryz ścienny o tematyce sportowej zdobiący elewację szkoły im. Tekli Borowiak (dawniej Liceum Ekonomiczne, obecnie XXIII Liceum Ogólnokształcące im. Ks. Prof. Józefa Tischnera przy al. Marsz. J. Piłsudskiego 159).

## Twórczość
Zygmunt Hyży zaliczany jest do nurtu kolorystów – kapistów. Główna tematyka jego dzieł to pejzaże, także martwa natura (zwłaszcza w latach siedemdziesiątych). Jego obrazy najczęściej przedstawiały subtelne widoki z prowincjonalnych miast lub zielonych zakątków ówczesnej Łodzi. Brak tematyki czysto urbanistycznej, oddającej brzydotę robotniczego miasta, odróżniał go od współczesnych mu malarzy łódzkich. Dominująca technika to malarstwo olejne. Jego obrazy charakteryzują się łagodną kolorystyką, wręcz dyscypliną kolorystyczną koncentrującą się na odcieniach zieleni i różu.

## Wystawy indywidualne
- 1962 Malarstwo, Łódź, Salon Sztuki Współczesnej
- 1967 Malarstwo, Łódź, westybul Teatru Nowego
- 1968 Malarstwo, Łódź, Klub Dziennikarza, hall Prezydium Wojewódzkiej Rady Narodowej
- 1969 Malarstwo, Sieradz, Muzeum Regionalne
- 1969 Malarstwo, Pabianice, Muzeum Regionalne
- 1970 Malarstwo, Łódź, Klub Dziennikarza
- 1972 Malarstwo, Łódź, Klub Dziennikarza
- 1975 Malarstwo – wystawa jubileuszowa z okazji 25-lecia pracy twórczej, Łódź, Salon Sztuki Współczesnej
- 1975 Malarstwo, Pabianice, Muzeum Regionalne; Zgierz, Zgierski Dom Kultury
- 1975 Malarstwo, Łódź, Klub Dziennikarza
- 1976 Pejzaże Łodzi Zygmunta Hyżego, Łódź, Muzeum Historii Miasta Łodzi.
- 1976 Malarstwo, Sieradz, Galeria BWA
- 1978 Malarstwo, Łódź, Galeria Teatru Wielkiego
- 1978 Malarstwo, Łódź, Klub Dziennikarza
- 1978 Zygmunt Hyży – „W klimacie starej Łodzi”, Łódź, Dom Kultury „Energetyk”
- 1979 Malarstwo, Łódź, Klub Dzienniarza
- 1980 Malarstwo, Łódź, Salon Sztuki Współczesnej
- 1980 Malarstwo, Łódź, Klub Dziennikarza

## Spis wybranych prac
- Autoportret, olej-płyta pilśniowa, 46x42, 1950
- Sobótka, olej-płyta pilśniowa, 50x77, 1959
- Pejzaż z Sandomierza, olej-płyta pilśniowa, 70x70, 1961
- Plaża nad Pilicą, olej-płótno, 92x73, 1966
- Uniejów, olej-płótno, 100x81, 1969
- Fragment mostu w Sieradzu, olej-płótno, 55x70, 1969
- Ruiny – Ogrodzieniec, olej-płótno, 143x117, 1970
- Wazon z kwiatami, olej-płótno, 89x71, 1972
- Most w Arturówku, olej-płótno, 65x81, 1973
- Wolbórz, olej-płótno, 50x62, 1975
- Las jesienią, olej-płótno, 60x81, 1976
- Nad Wartą, olej-płótno, 65x81, 1977
- Biała Fabryka – Łódź, olej-płótno, 68x89, 1978
- Powrót do zgliszczy, olej-płótno, 65x80, 1979
- Wianki, olej-płótno, 81x65, 1980
- Wiejska chata, olej-płótno, 65x73, 1981
- Podłódzki las, olej-płótno, 54x65, 1981

## Nagrody i wyróżnienia
- 1970 Wyróżnienie w I ogólnopolskim konkursie otwartym na obraz sztalugowy, Łódź
- 1972 Wyróżnienie w II ogólnopolskim konkursie malarstwa, Łódź
- 1976 Nagroda Muzeum Historii Miasta Łodzi w konkursie malarskim „Pejzaż łódzki”, Łódź
- 1980 Honorowa Odznaka Miasta Łodzi